# ویسوکا موگیلا
ویسوکا موگیلا (به لاتین: Visoka Mogila) یک منطقهٔ مسکونی در بلغارستان است که در شهرستان بوبوشفو واقع شده‌است. ویسوکا موگیلا ۶٫۳۶۳ کیلومتر مربع مساحت و ۴۳ نفر جمعیت دارد و ۶۳۸ متر بالاتر از سطح دریا واقع شده‌است.